# Amor, estranho amor
Amor, estranho amor és una pel·lícula brasilera, rodada i estrenada el 1982, dirigida per Walter Hugo Khouri i protagonitzada per Marcelo Ribeiro, Vera Fischer i Xuxa Meneghel. Va ser la primera pel·lícula on va participar Xuxa.

## Argument[1]
Hugo, un home d'edat madura, encara conserva en la memòria una infància realment singular. Quan encara és un nen, ix del sud del Brasil amb el seu avi i desembarca a São Paulo, on és abandonat davant d'un palau. Allà viu i treballa l'Ana, una prostituta amant del governador de São Paulo. El noi viurà a partir d'aleshores en aquest ambient, amb altres meretrius com la Tamara, una adolescent juganera. Després d'haver subhastat la seua falsa virginitat entre els assistents més rics, la Tamara sedueix l'Hugo -aleshores un minyó de 12 anys- i hi manté relacions sexuals.

## Polèmica
Amor, estranho amor va provocar una certa polèmica a causa de la participació de Xuxa en el repartiment, amb només 16 anys (abans de ser presentadora de programes infantils). El seu personatge adolescent té relacions sexuals amb un xiquet de 12 anys, interpretat per l'actor Marcelo Ribeiro.
Avui dia, la distribució i comercialització d'Amor, estranho amor és prohibida al Brasil.

## Premis
Vera Fischer va guanyar dos premis a la Millor Actriu del Festival de Cinema Brasília del 1982.